# The Rise and Fall of Ziggy Stardust and the Spiders from Mars
The Rise and Fall of Ziggy Stardust and the Spiders from Mars (muitas vezes encurtado para Ziggy Stardust) é o quinto álbum de estúdio do músico britânico David Bowie. A obra é inspirada num rock star fictício chamado Ziggy Stardust, sendo que alcançou a quinta posição nas paradas do Reino Unido e o n°75 na Billboard Music Charts, dos Estados Unidos.
O álbum conta a história do alter ego de Bowie, Ziggy Stardust, um rock star que age como um mensageiro de seres extraterrestres. Bowie criou Ziggy Stardust em Nova York, enquanto promovia Hunky Dory, e interpretou-o numa turnê por Reino Unido, Japão e América do Norte. O álbum e seu personagem ficaram conhecidos pelas influências no glam rock e pelos seus temas, que tratavam de exploração sexual e de visão de vida. Esses fatores, ao lado das ambiguidades que cercavam a sexualidade de Bowie, e corroborados pela performance inovadora de "Star Man" no Top of the Pops, levaram o álbum a ter um caráter controverso e a ser considerado uma obra seminal.
The Rise and Fall of Ziggy Stardust é sobre um rock star bissexual alienígena; o conceito do álbum explora os campos da artificialidade do rock em geral, discutindo questões políticas, sobre uso de drogas e sobre orientação sexual.
The Rise and Fall of Ziggy Stardust and the Spiders From Mars foi por várias vezes considerado um dos maiores álbuns de todos os tempos: a revista Rolling Stone, por exemplo, classificou o album na 35° posição. Foi classificado como o vigésimo melhor por uma pesquisa britânica, em 1997, e o 24° melhor pela revista Q e um dos 100 melhores lançamentos pela revista Time. Um filme de concerto de mesmo nome foi lançado em 1973, sendo dirigido por D.A. Pennebaker. O álbum foi aclamado pela revista Melody Maker como o melhor disco dos anos 70.

## Conceito do álbum
O álbum apresenta, mesmo que vagamente, a estória do personagem "roqueiro" chamado Ziggy Stardust. Ziggy é a manifestação humana de um ser alienígena que está tentando apresentar à humanidade uma mensagem de esperança nos cinco últimos anos de sua existência. Ziggy Stardust representa o rock star definitivo: sexualmente promíscuo, selvagem no uso de drogas, porém portador de uma mensagem que, no fim das contas, é sobre paz e amor. Ele é destruído pelos consumos que faz e pelos fãs que inspirou.
A personagem de Ziggy foi inspirada pelo cantor de rock britânico Vince Taylor, que Bowie havia conhecido justamente após Taylor ter tido um colapso e começado a acreditar que era um cruzamento entre um deus e um alienígena; mas Taylor era somente parte do esboço do personagem: outras influências incluíam Legendary Stardust Cowboy e Kansai Yamamoto, que criou as roupas usadas por Bowie durante a turnê. O nome Ziggy Stardust veio em parte de Legendary Stardust Cowboy, e em parte, segundo o que Bowie disse à Rolling Stone, porque Ziggy era "um dos poucos nomes cristãos que consegui achar começando com a letra 'Z'". Mais tarde, numa entrevista à revista Q, ele explicou que Ziggy vinha em parte de uma loja de alfaiate chamada Ziggy's, pela qual ele passou num trem, e da qual ele gostou porque tinha "aquela conotação de Iggy [Pop], mas era o nome de uma loja de alfaiate, e eu pensei: 'Bem, essa coisa toda vai ser sobre roupas, então chamá-lo de Ziggy vai ser minha piadinha particular'. Então Ziggy Stardust era uma verdadeira compilação de coisas".

## The Spiders from Mars
The Spiders from Mars foi a banda que acompanhou David Bowie/Ziggy Stardust de 1971 até meados de 1973. A banda era composta por Mick Ronson (guitarra, piano e backing vocals), Trevor Bolder (baixo) e Mick Woodmansey (bateria). As alcunhas que Bowie deu e estes dois últimos foram de Weird e Gilly, respectivamente. Os três eram originários de Hull e haviam participado juntos em vários grupos antes de Spiders from Mars.
Dos três membros, foi Ronson quem obteve mais atenção e foi uma peça chave no som do disco, devido a sua técnica com a guitarra, sendo considerado um dos melhores guitarrristas da história do rock. Em 1994, Bowie se referiu a Ronson como "o contraponto perfeito para a personagem de Ziggy, um nortense grosseiro com uma atitude insolentemente masculina". A respeito da relação entre os dois como uma dupla de rock, a definiria como "um yin e yang à moda antiga, o todo o melhor de Mick Jagger e Keith Richards ou de Axl Rose e Slash, a personificação desse tipo de dualidade no rock'n'roll".
O grupo se separou durante a turnê de 1973, após a gravação de seu seguinte álbum, Aladdin Sane, terminando assim sua colaboração com Bowie e iniciando a carreira solo de Mick Ronson. Por sua parte, Bolder e Woodmansey começaram a trabalhar como músicos contratados por outros grupos e, em 1976, lançaram um disco como The Spiders from Mars, que não obteve sucesso.

## O álbum
O álbum foi gravado nos estúdios Trident de Londres entre 9 de setembro de 1971 e 18 de janeiro de 1972, tendo sido produzido por Ken Scott e pelo próprio Bowie. Seu título teve como inspiração uma canção de 1967 pertencente ao repertório de The Rats, um dos primeiros grupos dos membros de The Spiders from Mars e cujo título era The Rise and Fall of Bernie Gripplestone. Este tema foi proposto pelo baterista da banda, John Cambridge, que posteriormente integraria o grupo de Bowie, até que em 1970 foi substituído por Woody Woodmansey.
Musicalmente, o disco marcou uma diferença do rock que predominava no final dos anos 1960 e no começo dos anos 1970, com grandes desenvolvimentos e solos de guitarra, recebendo em troca influências de outros grupos que Bowie admirava, como T. Rex, The Stooges e The Velvet Underground. O som da guitarra de Mick Ronson evocava os guitar heroes da época, mas acrescentando mais dinamismo. Na parte vocal, Bowie enfatizou o dramatismo, tomando como referência as canções de Jacques Brel.

## Sobre as músicas

### Lado A
As canções do primeiro lado do disco são em sua maior parte de tempos médios e não são mencionados os nomes de Ziggy Stardust nem de sua banda, o que faz com que esses primeiros temas possam ser vistos como a primeira parte da história de Ziggy ou como um caso à parte do álbum.
- “Five Years” (4:42): A primeira canção anuncia que a Terra está condenada à destruição em cinco anos, devido ao esgotamento dos recursos naturais e Ziggy decide cantá-la para conscientizar o planeta.
- "Soul Love" (3:34): faz referência a vários tipos de amor: o amor para com as pessoas queridas que já morreram (stone love), o amor romântico (new love) e o religioso (soul love).
- “Moonage Daydream" (4:39): Ziggy se apresenta como o invasor espacial que quer salvar o mundo, transformando-se numa “rock’n’roll bitch”.
- “Starman” (4:13): uma das canções mais conhecidas de Bowie. Nela é narrada a história de como um extraterrestre entrou em contato com os jovens para lhes prometer a salvação, apesar de o mundo não estar preparado para sua mensagem. Segundo Bowie, é uma canção repleta de mentiras que Ziggy conta para que os habitantes da Terra o sigam.
- “It Ain’t Easy” (2:57): é a única canção do disco que não foi escrita por Bowie, já que se trata de uma versão de uma composição do músico estadunidense de blues Ron Davies. Trata das dificuldades enfrentadas até o estrelato.[20]

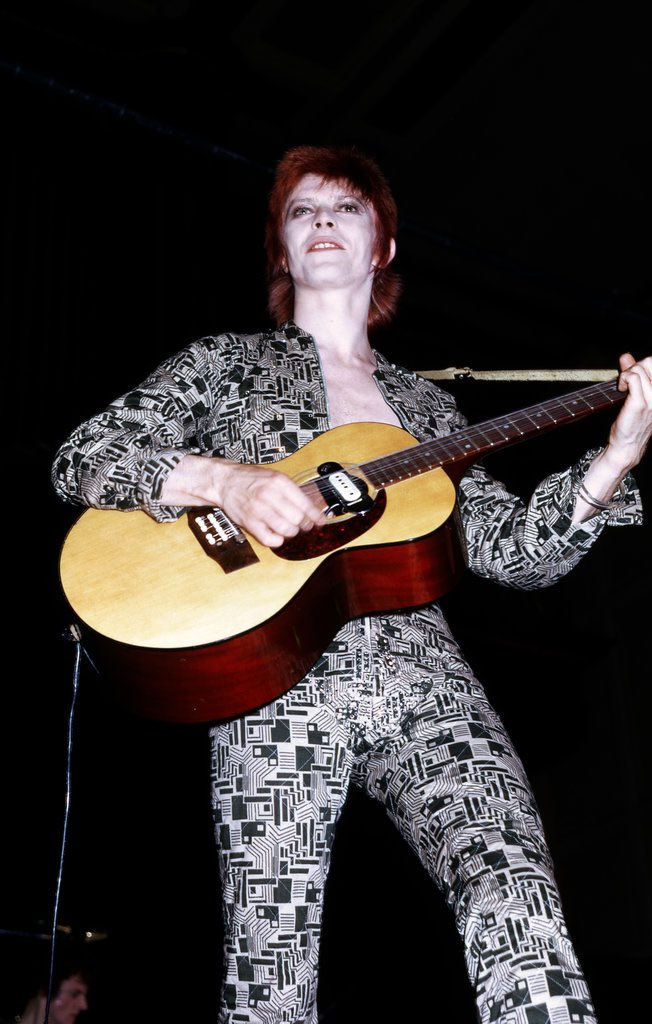
David Bowie durante a Ziggy Stardust Tour.

### Lado B
No lado B do disco, predominam típicas canções de glam rock, baseadas em enérgicas guitarras e, diferentemente do lado A, há alusões claras a Ziggy Stardust e sua banda.
- “Lady Stardust” (3:19): balada com o piano como instrumento protagonista. Nesta canção, Ziggy começa a se travestir, causando a admiração do público.
- “Star” (2:47): Bowie descreve o desejo de Ziggy de se tornar um rock star.
- “Hang on to Yourself” (2:38) Ziggy e sua banda estão no cume do sucesso e têm aos seus pés muitos admiradores que desejam relações sexuais com eles. O riff da canção é inspirado nos do músico de rockabilly Eddie Cochran.
- “Ziggy Stardust” (3:13): é a canção que relata a história principal de Ziggy e, juntamente com “Starman”, a mais conhecida do disco. Nela, Ziggy tem o início de sua decadência e resolve terminar sua banda. Há uma provável referência a Jimi Hendrix ao referir-se à qualidade de Ziggy ser canhoto como guitarrista.
- “Suffragette City” (3:24): após a ruptura com seu grupo, Ziggy deixa de lado seus propósitos e sua vida anterior e só se interessa em sexo e drogas.
- “Rock’n’Roll Suicide” (2:58): o disco acaba com Ziggy convertendo-se a um suicida do rock’n’roll. A inspiração para os primeiros versos da canção foi um poema de Manuel Machado, cujo primeiro verso é “La vida es un cigarrillo”.[20]

## Arte da capa
As fotografias que ilustram o álbum foram tiradas em 1972 pelo fotógrafo Brian Ward durante uma noite chuvosa em Heddon Street, em Londres, onde o fotógrafo tinha seu estúdio. No total, foram tiradas 17 fotografias em preto e branco, dos quais duas foram escolhidas como capa e contracapa, respectivamente, depois de serem coloridas à mão.

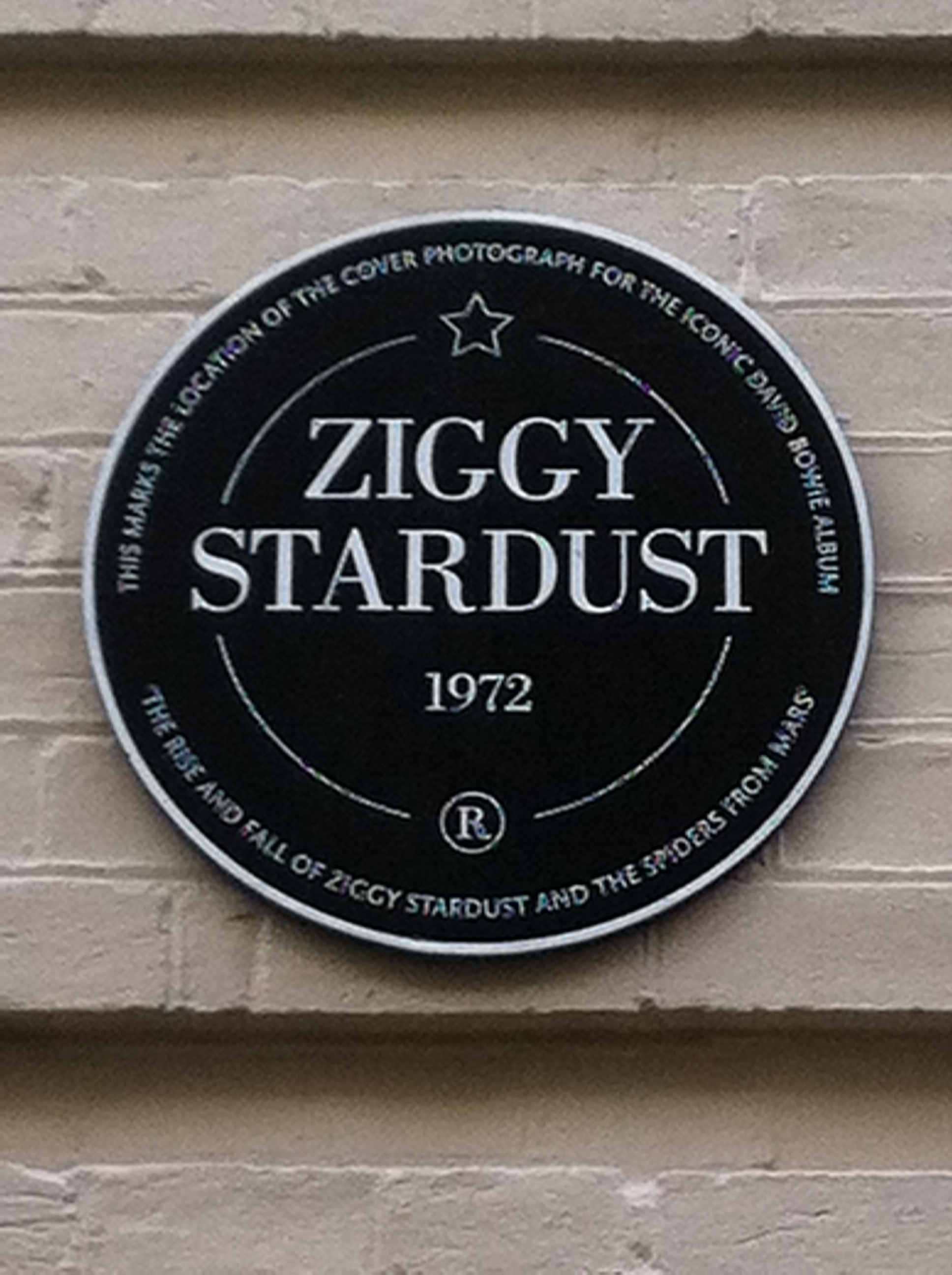
Placa comemorativa em Heddon Street, em Londres, referindo-se à localização da capa do álbum.

A capa do álbum mostra David Bowie/Ziggy Stardust vestido de macacão azul perto do portão número 23 dessa rua. Na mão direita leva uma guitarra elétrica ao apoiar o pé esquerdo em uma lata de lixo. Outros detalhes característicos da capa são a lâmpada de gás que dá à imagem uma luz sombria e obscura e um cartaz sobre a cabeça de Bowie com a legenda "K. West", que em 1980 seria roubado por um seguidor do artista.
A parte traseira mostra Bowie dentro de uma cabine de telefone também localizada em Heddon Street, ao lado de uma lista de canções e uma recomendação conclusiva sobre o disco: To be played at maximum volume (Para ser tocado no volume máximo). O livreto interior contém outras quatro fotografias em preto e branco de Bowie, Ronson, Woodmansey e Bolder tiradas no estúdio de Brian Ward após a sessão fotográfica anterior e que imitam intencionalmente a estética de Laranja Mecânica.

## Legado
Uma das tantas influências que David Bowie cravou na história da música foi a solidificação do art rock e toda a concepção artística que se vê hoje em dia por trás de tantos artistas.
Novos e diferentes temas, androgenia, figurino, turnês  conceituais, elementos de ficção científica e tantos outros aspectos artísticos citados por Bowie na divulgação do álbum foram responsáveis por todo o conceito artístico e bizarro que se vê hoje em dia, principalmente em cantoras pop como Lady Gaga e Sia. The Rise and Fall of Ziggy Stardust and The Spiders From Mars ajudou também a impulsionar o glam rock e até mesmo o movimento punk.
Embora não seja um disco punk, muitas características do movimento estão inseridas ali: a rebeldia de David Bowie notada em sua androginia, toda a ideia do "Faça você mesmo" (Do It Yourself), "Sexo, Drogas e Rock 'n' Roll" incorporadas nas atitudes do cantor, além de canções como Hang On to Yourself que flertam bastante com o estilo do The Clash e do Sex Pistols. Através de Soul Love, David Bowie começava a inserir o Soul e o R&B no rock britânico. Esse seria o primeiro sinal de transformação do cantor alguns anos depois, onde lançaria álbuns inteiramente dedicados ao Soul como Young Americans, e parcialmente como Diamond Dogs.

## Faixas
Todas as faixas escritas e compostas por David Bowie, exceto onde indicado. 
| Lado A |                              |         |  |
| N.º    | Título                       | Duração |  |
| 1.     | "Five Years"                 | 4:44    |  |
| 2.     | "Soul Love"                  | 3:33    |  |
| 3.     | "Moonage Daydream"           | 4:35    |  |
| 4.     | "Starman"                    | 4:13    |  |
| 5.     | "It Ain't Easy" (Ron Davies) | 3:00    |  |

| Lado B |                         |         |  |
| N.º    | Título                  | Duração |  |
| 6.     | "Lady Stardust"         | 3:20    |  |
| 7.     | "Star"                  | 2:50    |  |
| 8.     | "Hang On to Yourself"   | 2:40    |  |
| 9.     | "Ziggy Stardust"        | 3:13    |  |
| 10.    | "Suffragette City"      | 3:25    |  |
| 11.    | "Rock 'n' Roll Suicide" | 3:00    |  |

| Faixas Bônus | |         |  |
| N.º          | Título | Duração |  |
| 1.           | "John, I'm Only Dancing" (Mixagem alternativa não lançada anteriormente)                                                                          | 2:43    |  |
| 2.           | "Velvet Goldmine" (single Lado B do relançamento de Space Oddity em 1975 pela RCA;originalmente gravado durante as sessões de Hunky Dory em 1971) | 3:09    |  |
| 3.           | "Sweet Head" (Faixa não lançada anteriormente) | 4:14    |  |
| 4.           | "Ziggy Stardust" (demo) | 3:35    |  |
| 5.           | "Lady Stardust" (demo) | 3:35    |  |

## Versões de outros artistas
A banda pós-punk Bauhaus lançou em Outubro de 1982, uma versão da música "Ziggy Stardust" lançando-a como single que alcançou a 15ª posição nas paradas britânicas.
A banda de rock brasileira Nenhum de Nós gravou uma versão da música "Starman" intitulada "Astronauta de Mármore", que fez muito sucesso no Brasil.
Em 2005, Seu Jorge produziu um álbum chamado "The Life Aquatic Studio Sessions" com 14 versões para músicas de Bowie, muitas delas foram retiradas desse álbum, como trilha sonora para o filme "The Life Aquatic with Steve Zissou". As traduções para português não são exactas, Seu Jorge mantém as melodias e o estilo, mas altera bastante as letras.